# Trilochana smaragdina
Trilochana smaragdina is een vlinder uit de familie wespvlinders (Sesiidae), onderfamilie Sesiinae.
Trilochana smaragdina is voor het eerst wetenschappelijk beschreven door Diakonoff in 1954. De soort komt voor in het Oriëntaals gebieden het  Australaziatisch gebied.